# Beí
En física teòrica de partícules, el Beí ('bino' en anglès) és un fermió de Majorana hipotètic supercompany del bosó de gauge del camp de gauge U(1) corresponent a la hipercàrrega feble. Es barreja amb un altre gaugí (el corresponent a l'isospin feble) per a donar el fotí i el Zetí. En la mínima extensió supersimètrica del model estándard tindria espín 1/2 i massa no nul·la. No ha estat detectat encara, indicant que, si existeix, té una massa molt elevada.